# صنعت رادیو
صنعت رادیو اصطلاح عمومی است که به شرکت‌ها و ارائه دهندگان خدمات عمومی که به سخن‌پراکنی از طریق ایستگاه‌های رادیویی یا بخش‌هایی که جزوی از خدمات جانبی آن هستند گفته می‌شود.
پخش کننده‌های رادیو معمولاً به دو دسته اصلی تقسیم می‌شوند:
پخش‌کننده عمومی که سرمایه آن به‌طور کامل یا بخشی از آن از بودجه عمومی گرفته می‌شود؛ که این پول می‌تواند مستقیم از حکومت تهیه شود.
پخش‌کننده تجاری (که همچنین با رادیوهای مستقل نیز شناخته می‌شود) که سرمایه آن از طریق فروش تبلیغات بر روی ایستگاه رادیویی بدست می‌آید. ایستگاه‌های تجاری اغلب محلی هستند و فقط برخی تعهدات عمومی مجوز آن‌ها وجود دارد. در بریتانیا مقررات آفکام بر این ایستگاه‌های رادیویی و تأسیس آن‌ها نظارت دارد.

## صنعت رادیو در ایران
اولین فرستنده عمومی رادیو در ایران به ساعت نوزده ۴ اردیبهشت ۱۳۱۹ در تهران با نام «رادیو تهران» گشایش یافت.